# Route 44 (Saskatchewan)
Pour les articles homonymes, voir Route 44.
La route 44 est une route de la Saskatchewan au Canada. Elle s'étend à partir de la route 7 (en) près d'Alsask (en) jusqu'à la route 11 près de Davidson sur une longueur totale d'environ 329 km. La route 44 traverse la rivière Saskatchewan Sud en passant sur le barrage Gardiner. Elle sert d'accès au parc provincial de Danielson.